# Олександр I Александрійський
Олександр I Александрійський (грец. Αλέξανδρος Α΄ Αλεξανδρείας, 250 — 17 квітня 328, Александрія, Єгипет) — єпископ Александрійської церкви, 19-й папа Александрійський православної та коптської церков з 313 року до своєї смерті.
Був активним учасником богословських суперечок свого часу: про час святкування Великодня, діях Мелетія Лікопольского (див. «Мелетіанський розкол») і боротьбі з аріанством. Був вождем опозиції щодо останнього на Першому вселенському соборі в 325 році, на якому був головою.
Був наставником свого наступника на кафедрі — Афанасія Олександрійського Великого.
Шанується в лику святих у православній, римсько-католицької та коптської церкви: 29 травня за юліанським календарем (11 червня за григоріанським календарем).

## Боротьба з аріанством
Виважений з вирішенням найважливіших проблем Олександр, який особисто стикався з результатами діяльності аріан і знавший особисто Арія, змінив ставлення церкви в Єгипті до аріанства. Попередник Олександра Ахілла, не лише дозволив Арію повернутися до церкви, але і надав йому найстаріший храм в Александрії, що дозволяло аріанам розвивати великий вплив на християнськеу спільноту в Александрії. Внаслідок чого Арій навіть був претендентом на престол патріарха Александрії, після смерті Ахіли.
Конфлікт між Олександром і аріянами почався тоді коли Олександр оголосив триєдинство Бога, про Святу Трійцю, на одній з проповідей. Тоді Арій звинуватив Олександра в сабеліанізмі, в ересі котра вже була відкинута Церквою. Дискусія швидко зростала, і Арій знайшов підтримку серед ряду дияконів, і як мінімум одного пресвітера, який починав призначати власних священнослужителів. Арій продовжував залучати увагу до цієї дискусії ще і тим що подав позов на Олександра в суд. Але дискусія і судовий процес тільки сприяли обмеженню поширенню віри Арія.
В 320 році Олександр звернувся до синоду церкви в Олександрії і до синоду сусідньої церкви в Мареті, аби прийняти спільне рішення про осудження віровчення Арія. І спільний синод двох церков, у складі 36 пресвітерів і 44 дияконах, ухвалив рішення про засудження аріанізму.
У 321 році Олександр звернувся до генради церкви Єгипту. Рада не зібрала більше ніж сто учасників. Туди запросили і Арія, де він і дальше продовжував відстоювати свою позицію, що Син не міг бути разом вічний з Отцем, і навіть сказав, що Син не є подібний до Отця в субстанції. Це останнє твердження Арія було сприйняте з обуренням радою, що зібралася, і котра наклала на Арія анафему, доки він не відрікся своїх тверджень.
Потім Арій подався в Палестину, де знайшов підтримку в деяких єпископів і серед осіб пов'язаних імператорським двором у Візантії. Вони там уклали лист-скаргу про накладення анафеми на Арія в Єгипті і закликали імперську владу «відновити єдність церкви» і припинити протистояння, за їх словами спричиненого незначними аргументами про маловажливі речі.
Вживання насильства аріанами для захисту і поширення їх віровчення спонукали Олександра написати енцикліку до єпископів і до усіх братів во Христі, в котрій він описав історію аріанства і висловив свої думки про дефекти віровчення і практики аріан..
Вважається, що Арій написав свою книгу «Thalia» в той же час, коли з'явилася й енцикліка Олександра проти аріанства, і книга Арія була навіть більш успішнішою від енцикліки Олександра. Ці публікації загострили диспут між прибічниками і противниками Арія. У цій атмосфері і по пораді його диякона Опанаса, Олександр написав книгу про свою власну позицію стосовно віри християн. Він відправив цю велику книгу всім єпископам Церкви Христової, просячи їх підтримати його позицію. І він отримав велику підтримку, зокрема і тому, що єпископат чим далі тим більше обурювала схильність аріан до насильства..
Суперечка з приводу аріанства стала серйозною проблемою, яка загрожувала пошкодити мир і єдність церкви й імперії. Констянтин, тоді єдиний претендент на трон, написав лист «до Опанаса і Арія». Копстянтин написав цей лист в Nicomedia, так деякі і назвали цей лист, Eusebius Nicomedia. Єпископ Nicomedia і прибічник Арія, можливо, був залучений до написання цього листа. Лист був наданий Hosius Cyrdoba, шанованому старшому єпископу, щоб доставити сперечальникам в Александрії. У листі, Констянтин попросив, щоб Олександр і Арій закінчили їх диспут.
Незабаром після отримання повідомлення від Констянтина, Олександр скликав нову генраду єпархії, яка, здається, підтвердила свою згоду з віросповіданням сформульованим Олександром, котре він раніше розповсюдив. Це також знову підтвердило відлучення від церкви Арія і засудження послідовників Мелетія, що звичайно гнівило аріан Олександрії найбільше. Арій безпосередньо формально скаржився до імператора на Олександра. У відповідь Констянтин закликав Арія аби він виправдався перед вселенським собором церкви, що відбувся в Нікеї 14 червня 325 року, вперше в історії.

## Праці
- (рос.)Александр Александрийский. Похвальное слово о св. Петре Александрийском. // Журнал Московской Патриархии, 10, 1979. — С.71-75.